# Moulin à marée
Pour les articles homonymes, voir moulin (homonymie) et moulin à marée (homonymie).

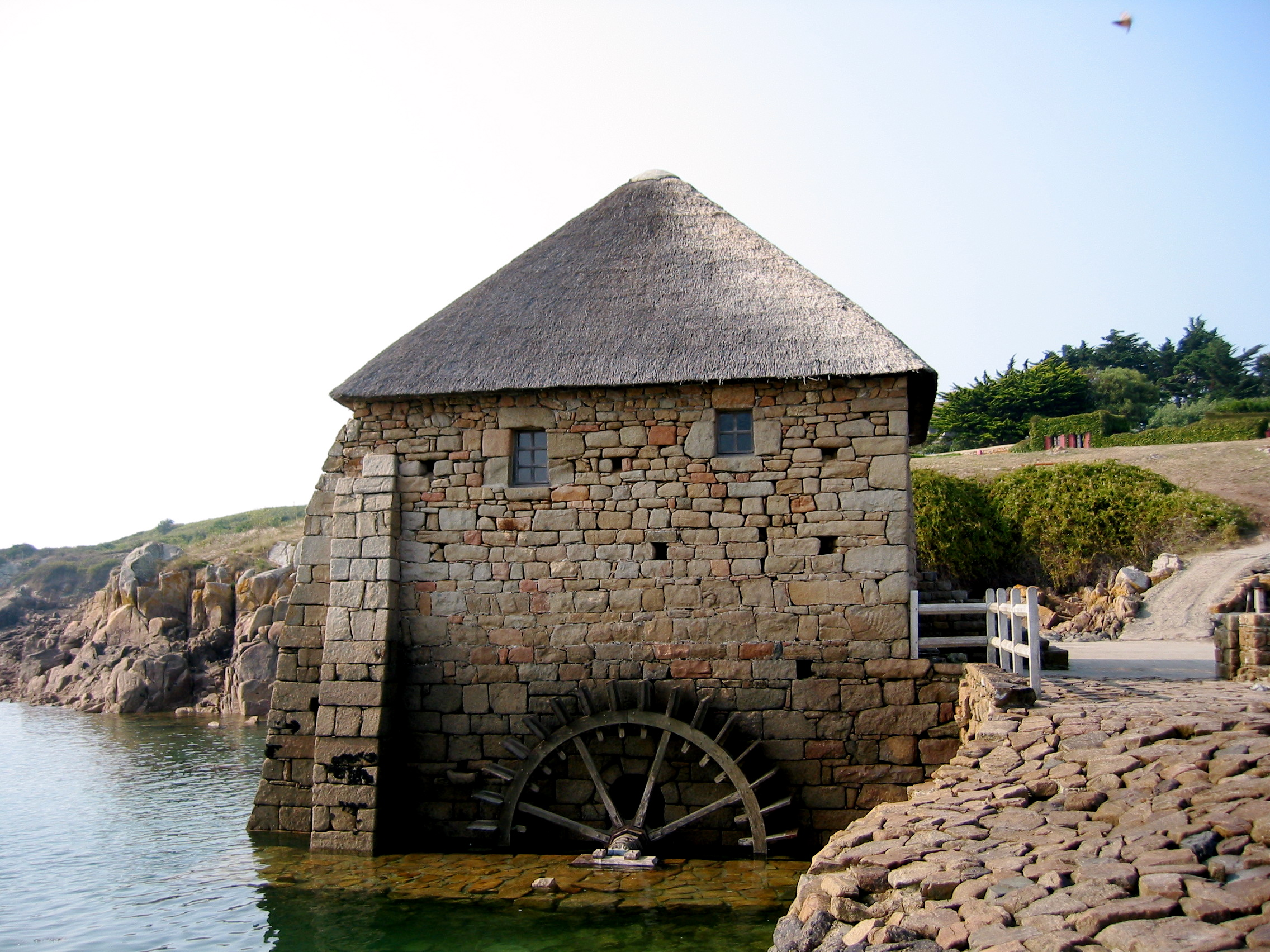
Le moulin à marée du Birlot sur l'île de Bréhat, en France.

Un moulin à marée est un moulin à eau qui utilise le phénomène des marées pour fonctionner.
Les moulins à marée sont généralement situés dans les estuaires, suffisamment protégés des vagues mais assez proches de l'océan pour obtenir une amplitude de marée raisonnable. En Europe, ce type de moulin existe depuis le Moyen Âge et pourrait remonter à l'époque romaine.

## Caractéristiques

### Fonctionnement

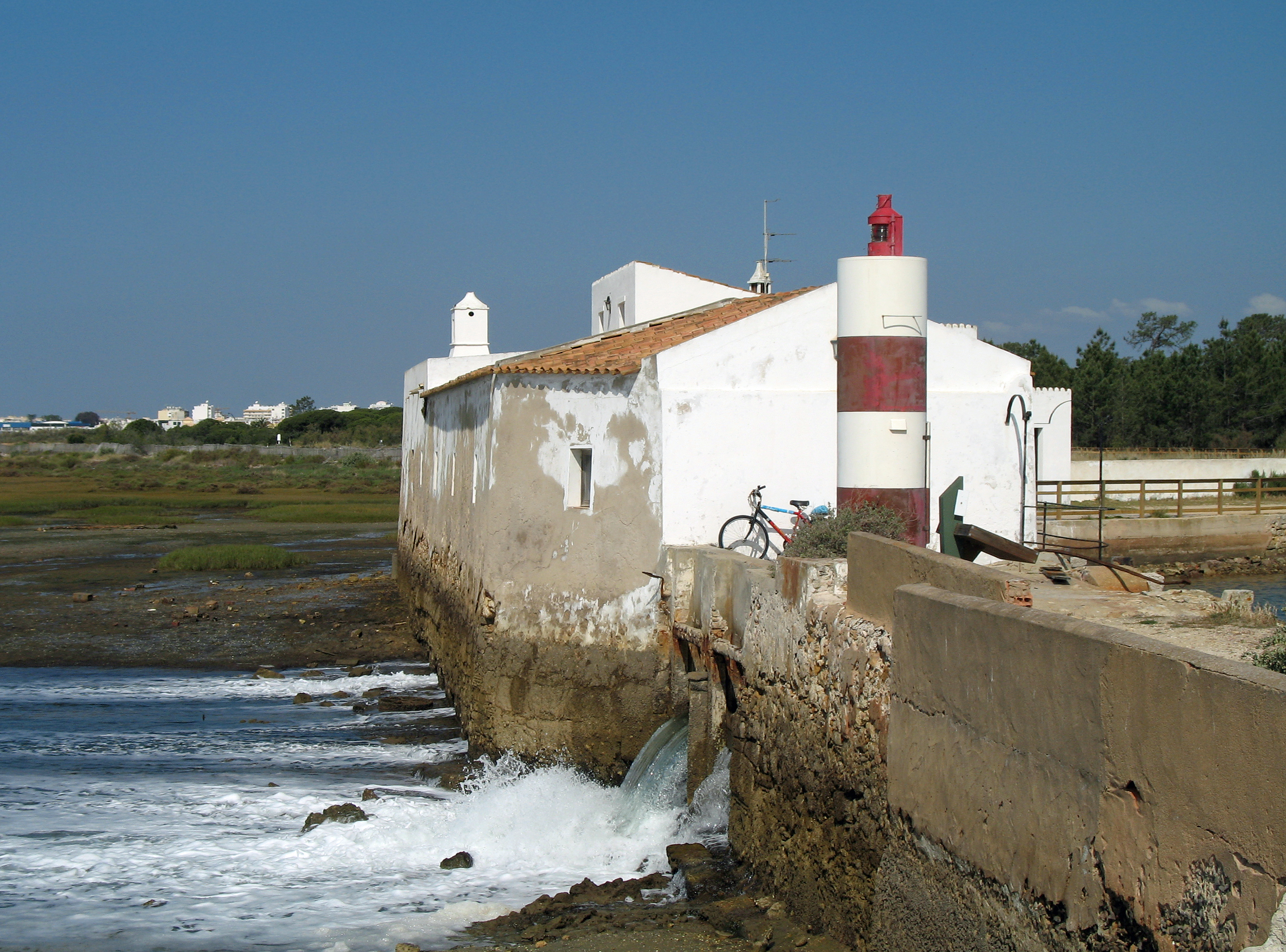
Le moulin à marée d'Olhão en Algarve au Portugal, en fonctionnement : l'eau du bassin de retenue (à droite) s'écoule dans la mer (à gauche), dont le niveau est plus bas, et actionne les roues du moulin (situées sous la digue, entre le bassin et la mer).

Un moulin à marée est constitué d'une digue comportant des vannes à sens unique. La digue isole une petite baie appropriée, ou une partie d'un estuaire, afin de former derrière elle un bassin de retenue.
À marée montante, la mer remplit le bassin. Lorsque la marée recommence à descendre, les vannes se ferment et empêchent le bassin de se vider. À marée descendante, quand la différence entre le niveau du bassin et de la mer est suffisamment important, les vannes sont ouvertes : l'eau du bassin se déverse alors dans la mer en actionnant la roue du moulin.
Compte tenu de son mode de fonctionnement, le moulin à marée ne peut fonctionner que durant une partie de la journée, lorsque le niveau de la mer est plus bas que celui du bassin (par exemple 6 heures toutes les 12 heures pour le moulin à marée du Birlot). Cette durée est plus courte lorsque le coefficient de marée est faible.
Contrairement aux autres types de moulins, l'énergie produite par le moulin à marée ne dépend pas de phénomènes météorologiques (vent, précipitations). En revanche, le moulin à marée nécessite des investissements plus importants que ses homologues (construction d'une digue).

### Emplacements
Les sites favorables à la construction d'un moulin à marée sont limités : le lieu de construction doit être à la fois situé en bord de mer, à l'abri des vagues et permettre la réalisation d'un bassin de retenue suffisamment important.

## Historique

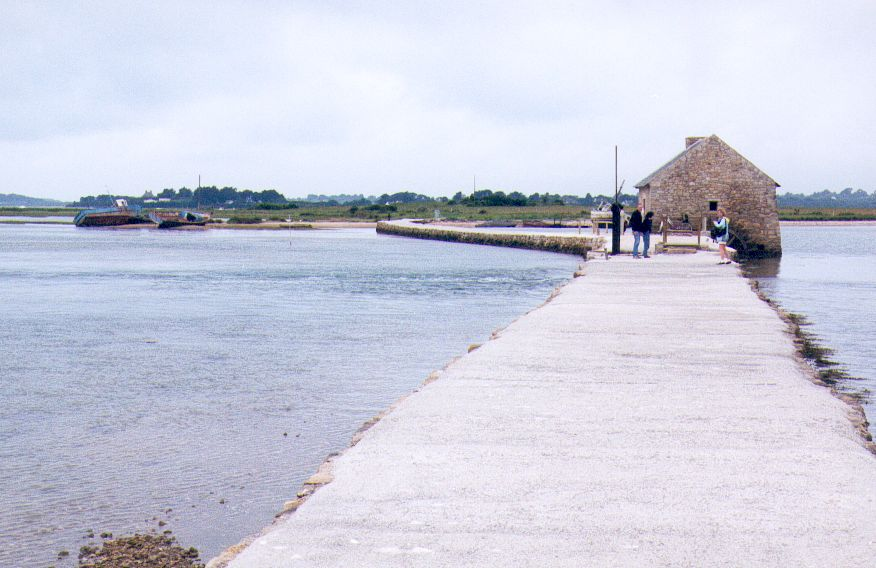
La digue du moulin de Berno, Île-d'Arz.

Le premier moulin à marée connu pourrait être celui construit sur la Fleet à Londres et remonterait à l'époque romaine. 
Après l'époque romaine, les premiers moulins à marée découverts sont situés sur la côte de l'Irlande : un moulin à roue verticale datant du VIe siècle à Killoteran près de Waterford, un moulin à roue horizontale datant des années 630 à Little Island près de Cork,, un autre moulin à proximité,. Le moulin du monastère de Nendrum sur une île du Strangford Lough en Irlande du Nord date de 787,. En Angleterre, le plus vieux moulin à marée connu est situé dans le port de Douvres et est mentionné dans le Domesday Book de 1086 (5624 moulins à eau, aucun moulin à vent, et un seul moulin à marée, sont cités). Le moulin à marée de Woodbridge, à Woodbridge, date de 1170. Reconstruit en 1792, il est toujours en état de fonctionnement. Un moulin médiéval est également toujours en activité à Rupelmonde près d'Anvers.
Les moulins à marée se répandent au Moyen Âge sur tout le littoral européen susceptible de les accueillir : en Écosse, au Pays de Galles, en Angleterre, aux Pays-Bas et en Belgique, en France (notamment sur l'estuaire de la Rance), en Espagne et au Portugal. Au XVIIIe siècle, Londres compte 76 moulins à marée, dont deux sur le pont de Londres. À une époque, 750 moulins à marée fonctionnent sur les côtes atlantiques, dont environ 300 aux États-Unis,, 200 au Royaume-Uni et 100 en France.
Au XXe siècle, l'utilisation de moulins à eau décline rapidement. En 1938, une étude découvre que sur les 23 moulins à marée restant en Angleterre, seuls 10 fonctionnent encore par leurs propres moyens. La plupart des moulins sont reconvertis ou détruits.

## Exemples

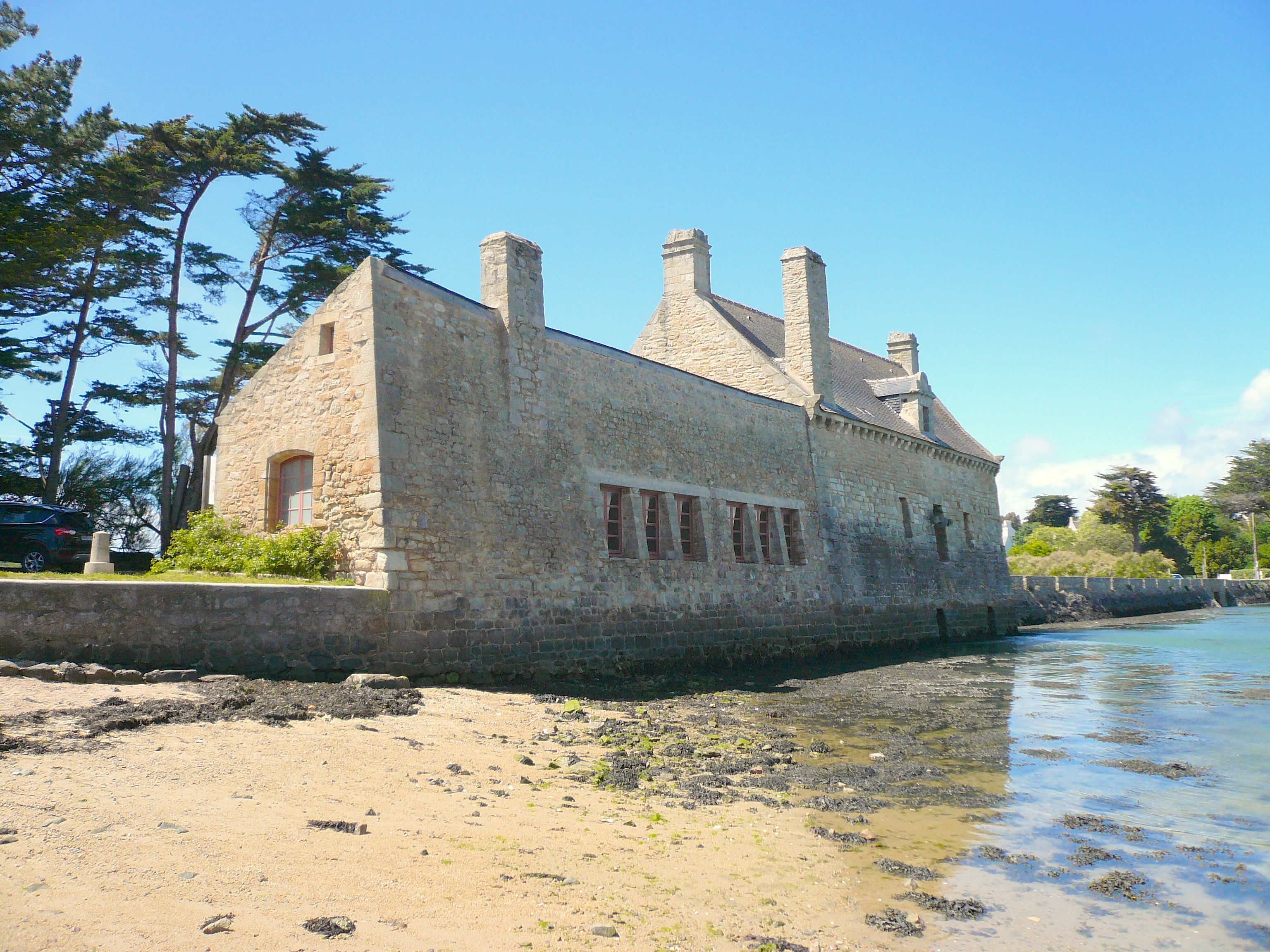
Le moulin à marée de Pen Castel à Arzon.

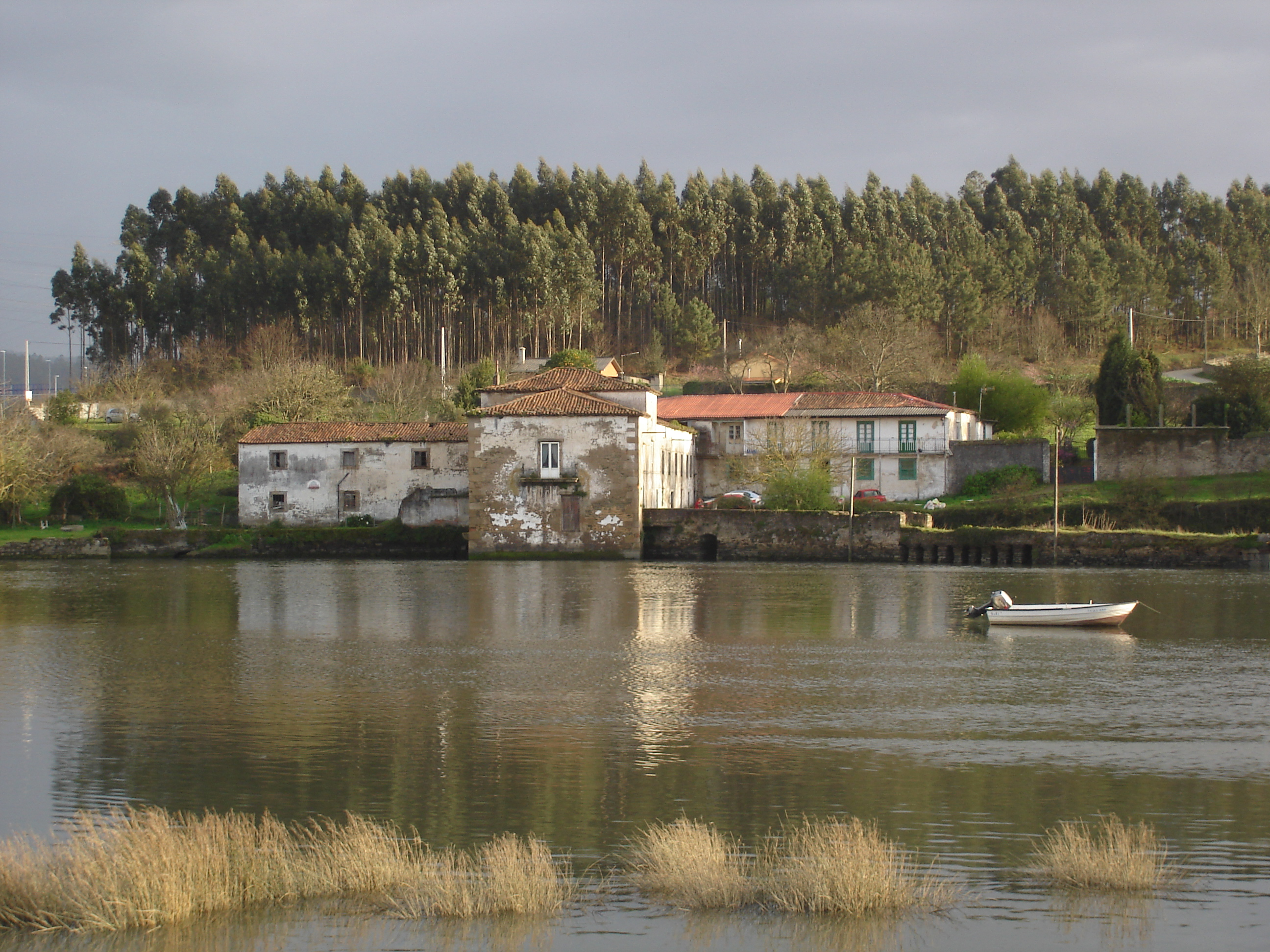
Moulin das Aceas (Muiño das Aceas), moulin à marée à Narón (Galice - Espagne).

En France, depuis le Moyen Âge, cette technique est essentiellement mise en œuvre en Bretagne. Dans cette région, on peut encore observer des moulins à marée dans les endroits suivants : 
- dans l'estuaire de la Rance pour actionner des moulins à grain (comme le moulin du Prat, dont le mécanisme a récemment été restauré, situé sur le territoire de la commune de La Vicomté-sur-Rance) ;
- dans le golfe du Morbihan, notamment sur l'Île d'Arz et sur la commune d'Arzon (moulin à marée de Pen Castel) ;
- sur l'Île de Bréhat (moulin à marée du Birlot) ;
- dans le Trégor (deux moulins sur la route qui relie Trégastel à Ploumanac'h et un autre à Buguélès en Penvénan) ;
- dans le Val de Bretagne, par exemple à Indre ;
- au sud de Pont-Aven, dans la ria de l'Aven (moulin à marée du Hénan, XVe siècle).

En Charente-Maritime, à Saint-Just-Luzac, le Moulin des Loges est l'un des derniers moulins à marée à produire encore de la farine.
Parmi les moulins à marée conservés ailleurs on peut citer :
- le moulin de Three Mill Lane, Bromley-by-Bow, Londres E3 : sinon le plus grand, au moins l'un des plus grands connus[13]
- le moulin de Thorrington, comté d'Essex, Royaume-Uni ;
- le moulin à marée Moinho de Maré de Corroios au Portugal construit à Seixal en 1403 cédé par la suite à un ordre religieux carmélite. Endommagé lors du séisme du 1er novembre 1755 à Lisbonne, ce moulin fut racheté par la municipalité en 1980 et réhabilité[14] ;
- le moulin à marée de Rupelmonde en Belgique, sur l'Escaut, datant du XVIe siècle, entièrement restauré en 1997 et en état de fonctionner (c.-à-d. apte à moudre).

### Usine marémotrice

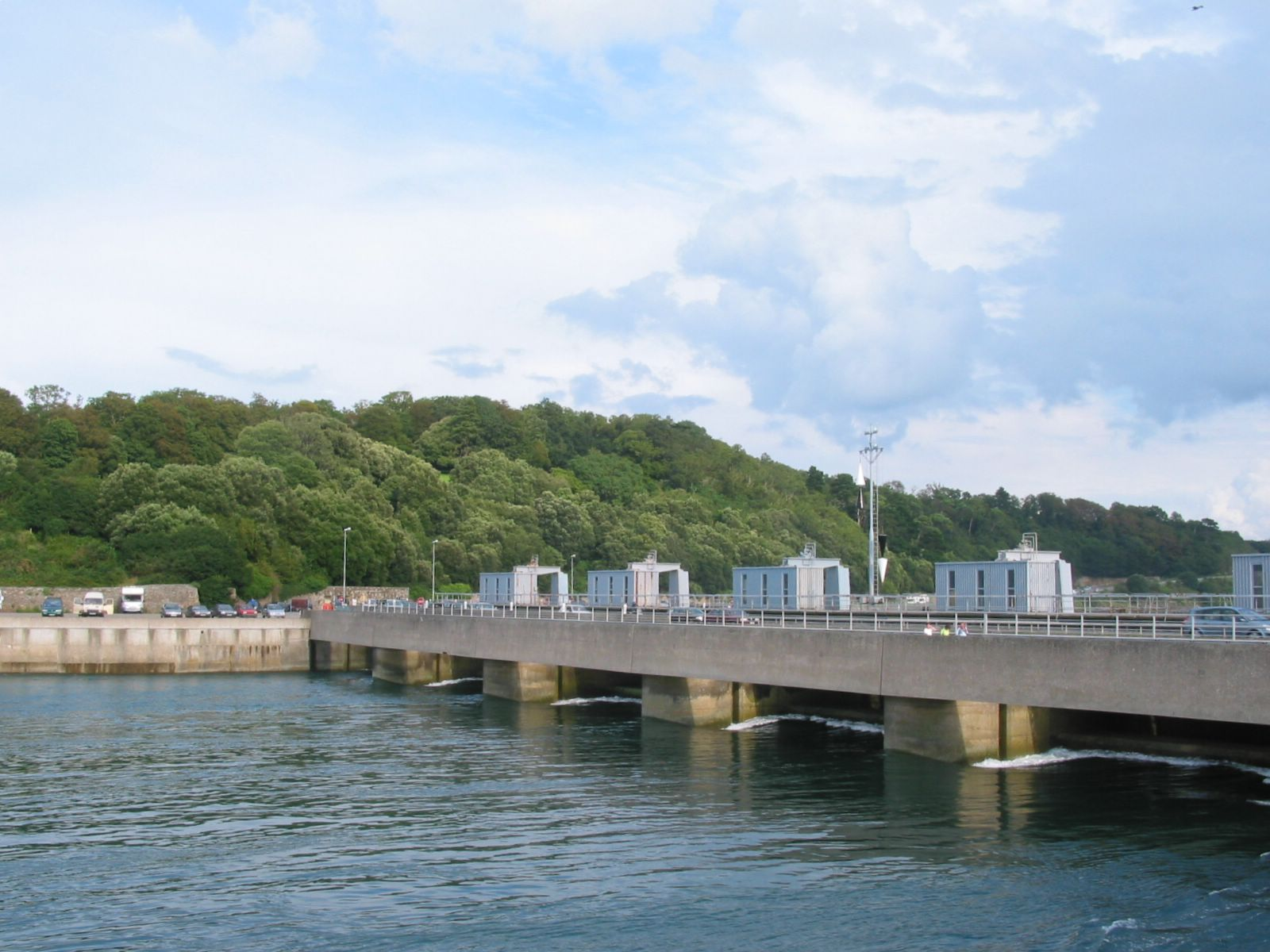
Le barrage de l'usine marémotrice de la Rance ; l'usine reprend le principe du moulin à marée pour produire de l'électricité.

Le principe des moulins à marée est utilisé dans le cadre des usines marémotrices. L'usine marémotrice de la Rance, construite en 1967 et qui produit 500 GWh/an d'électricité, exploite ce principe. Cette usine reste un exemple isolé car peu de sites permettent la construction d'un établissement de cette taille. Par ailleurs, l'évolution des impératifs de préservation des sites naturels dans les sociétés occidentales rend aujourd'hui difficile la construction d'une telle installation en bord de mer.